# Donderberg (Roermond)
De Donderberg is een wijk in de Nederlandse stad Roermond met ruim 7000 inwoners. (2011). De wijk Donderberg bestaat uit vier delen: de Componistenbuurt, de Vliegeniersbuurt, de Kastelenbuurt en de Sterrenberg. 60% van de inwoners heeft een migratieachtergrond (incl. het aantal personen met een dubbele nationaliteit).

## Ontwikkelingen
De Donderberg is een van de meest dichtbevolkte wijken van Roermond, wat voornamelijk komt door de vele flats die er in de jaren 60 zijn gebouwd. In de Donderberg wonen mensen van veel verschillende nationaliteiten, vaak met een laag inkomen en een sociale achterstand. De wijk is ooit benoemd tot de armste wijk van Nederland.
Dit terwijl er vroeger (dan spreken we over 30 tot 40 jaar geleden) op De Donderberg, met name de buurt De Sterrenberg (voorheen bekend als De Planetenbuurt) alleen hoogaangeschreven mensen het konden betalen hier te wonen, zoals artsen, militairen, advocaten etc.
De gemeente Roermond is samen met veel andere partners de laatste jaren bezig met het opknappen van de wijk. Zo werd begonnen met het opnieuw asfalteren en aanleggen van wegen en trottoirs. Goedkope huurwoningen moesten plaatsmaken voor huizen met een hogere prijsklasse en de voorzieningen werden uitgebreid.
De wijk heeft een groot winkelcentrum met twee supermarkten, een drogisterij, een boeken- en tijdschriftenzaak en enkele kleinere zaken. Tandartsen, huisartsen en een apotheek liggen in de directe omgeving van dit winkelcentrum. Verder heeft de wijk een sporthal en ligt er een Trefcentrum van waaruit diverse activiteiten worden georganiseerd. De RK Tomaskerk is ontworpen door architect J.A.A. Bekkers.
De Donderberg is sinds 2008 via de autosnelweg A73 te bereiken. Ter hoogte van de wijk zijn een toe- en afrit. Een andere belangrijke verkeersader is de N271, die (administratief, staat niet op de borden) door de wijk loopt.
De wijk is vernoemd naar de heuvel(s) Donderberg. Deze heuvels verdwenen toen in de 20e eeuw de wijk werd aangelegd.
Aan de zuidzijde en westzijde van de wijk ligt een groenzone waardoor de Maasnielderbeek stroomt.

## Demografie
De Donderberg maakt de laatste jaren een daling in het inwoneraantal mee.
| Jaar          | 2003 | 2004 | 2005 | 2006 |
| ------------- | ---- | ---- | ---- | ---- |
| Inwoneraantal | 7487 | 7438 | 7533 | 7394 |
| Groei/krimp   |      | −49  | +95  | −139 |